# Croton-on-Hudson
Croton-on-Hudson es una villa ubicada en el condado de Westchester, estado de Nueva York, Estados Unidos. Tiene una población estimada, a mediados de 2021, de 8208 habitantes.

## Geografía
La localidad está ubicada en las coordenadas 41°12′35″N 73°54′4″O / 41.20972, -73.90111 (41.209652, -73.901152). Según la Oficina del Censo, tiene un área total de 27.86 km², de la cual 12.16 km² son tierra y 15.70 km² son agua.

## Demografía
Según la Oficina del Censo, en 2000 los ingresos medios de los hogares de la localidad eran de $84,744 y los ingresos medios de las familias eran de $100,182. Los hombres tenían ingresos medios por $65,938 frente a los $46,029 que percibían las mujeres. Los ingresos per cápita para la localidad eran de $39,441. Alrededor del 3.4% de la población estaba por debajo del umbral de pobreza.
De acuerdo con la estimación 2016-2020 de la Oficina del Censo, los ingresos medios de los hogares de la localidad son de $135,845 y los ingresos medios de las familias eran de $171,801. Los ingresos per cápita en los últimos doce meses, medidos en dólares de 2020, son de $62,532. Alrededor del 2.7% de la población está por debajo del umbral de pobreza.

## Cultura
La película La guerra de los mundos, de Spielberg, fue filmada en el Croton Point Park.